# Instituto Nacional dos Caminhos de Ferro de Angola
 (septembre 2022).
Si vous disposez d'ouvrages ou d'articles de référence ou si vous connaissez des sites web de qualité traitant du thème abordé ici, merci de compléter l'article en donnant les références utiles à sa vérifiabilité et en les liant à la section « Notes et références ».
Le Instituto Nacional dos Caminhos de Ferro de Angola (INCFA) (Institut national des chemins de fer d'Angola) est une administration centrale de l'état angolais dépendant directement du ministère des transports. Sa tâche est la supervision, réglementation, certification, inspection et l'octroi de licences de toute activité ferroviaire, accès aux infrastructures ferroviaires en Angola, du matériel roulant et du personnel et gestions ferroviaires du pays. 
Son siège est à Luanda, la capitale. Son directeur général est Júlio Bango Joaquim.
Le INCFA fut formé par décret présidentiel No. 195/10 du 2.9.2010 de la branche ferroviaire de la Direction Nationale des Transports Terrestres (Direcção Nacional dos Transportes Terrestres) du ministère des transports. 